# W-3
W-3 — тральщик Імперського флоту Японії, який взяв участь у Другій світовій війні.
Корабель, який належав до типу W-1, спорудили у 1923 році на верфі компанії Sakurajima ironworks у Осаці.
З листопада 1941-го W-3 належав до 9-ї військово-морської бази. 8 листопада він полишив Куре, певний час провів у районі порту Самах (острів Хайнань), а 3 грудня прибув до місця базування в бухті Камрань (центральна частина в’єтнамського узбережжя). 5 грудня W-3 вже перебував біля південного завершення В'єтнаму, а в ніч проти 8 грудня взяв участь у забезпеченні висадки на півострові Малакка в Кота-Бару. В наступні кілька діб тральщик також побував у Паттані та Сінгорі (тут одночасно з Кота-Бару висадились японські десанти).
18—21 грудня 1941-го W-3 пройшов з Сінгори до Мірі (центр нафтовидобутку на північно-західному узбережжі Борнео, який перейшов у руки японців ще 16 грудня), звідки вийшов наступної доби для супроводу транспортів, які мали доправити десант у Кучинг (інший центр нафтової промисловості Борнео). Висадка успішно відбулась в ніч на 24 грудня, проте пізніше ворожий підводний човен потопив есмінець «Сагірі» і W-3 взяв участь у порятунку вцілілих (разом з есмінцем «Сіракумо» вони підібрали 120 моряків). 26 грудня біля того ж Кучингу інший тральник W-6 був потоплений бомбардувальниками і W-3 знову провадив рятувальні роботи. 30 грудня W-3 полишив Кучинг, а 4 січня 1942-го прибув до Камрані.
20—22 січня 1942-го W-3 разом зі ще чотирма тральниками брав участь у проведенні з Камрані до Сінгори конвою з 11 транспортів, при цьому основний загін прикриття складався з легкого крейсера та 6 есмінців. 26 січня цей загін висадив десант у Ендау (східне узбережжя півострова Малакка за півтори сотні кілометрів північніше від Сінгапуру).
9 лютого 1942-го W-3 вийшов з Камрані у складі охорони транспортів, що везли десант до Палембангу (центр нафтовидобувної промисловості на північному узбережжі Суматри). Висадка відбулась за кілька діб та завершилась успішно.
У другій половині лютого 1942-го W-3 залучили до прикриття десанту на захід острова Ява. Розвантаження транспортів почалося в ніч проти 1 березня у трьох місцях, при цьому до затоки Бантам, де перебував загін W-3, підійшли два крейсери союзників. Втім, значно численніші японські сили підтримки знищили цього супротивника (битва у Зундській протоці).
Невдовзі W-3 прибув до Сінгапуру. 8 березня 1942-го корабель вийшов звідси для супроводу транспортів, що мали доставити війська до Сабангу (північне завершення Суматри), а 12 березня здійснював бойове траління в районі висадки. Далі корабель перейшов до Пенангу (порт на західному узбережжі півострова Малакка), звідки 20—23 березня пройшов до Порт-Блер на Андаманських островах, де також здійснював траління перед проходом транспортів з десантом (за іншими даними, W-3 прикривав проходження до Рангуну Другого бірманського конвою, який почав висадку військ 25 березня). 28 березня тральщик прибув до Пенангу, а потім пройшов до Сінгапуру.
З 8 квітня по 1 травня 1942-го W-3 проходив доковий ремонт у Сінгапурі, після чого займався тралінням в районі цієї бази. У другій половині травня корабель був переданий до військово-морського округу Сасебо (обернене до Східнокитайського моря узбережжя Кюсю) і 25 травня – 11 червня здійснив перехід до метрополії, супроводивши під час цього кілька конвоїв.
Близько місяця W-3 діяв у районі Сасебо, а з 15 липня по 31 серпня 1942-го був приписаний до загону охорони Осаки та здійснював патрулювання на східному узбережжі Японського архіпелагу в районі протоки Кії (веде до Внутрішнього Японського моря між островами Хонсю та Сікоку). 
З початку вересня 1942-го W-3 відновив патрульно-ескортну службу із базуванням на Сасебо, чим займався наступні сім місяців.
На початку квітня 1943-го тральщик перевели до військово-морського округу Йокосука, де W-3 близько двох років ніс патрульно-ескортну службу із базуванням на порт Ямада (північно-східне узбережжя Хонсю).
9 квітня 1945-го поблизу Офунато (дещо південніше від Ямади) американський підводний човен «Парче» торпедував та потопив W-3.